# Robert Fernley
Robert Fernley, né le 7 janvier 1953 à Stockport (Grand Manchester, Angleterre) et mort le 30 juin 2023, est un homme d'affaires et dirigeant britannique du sport automobile.